# Bosznia-Hercegovina a 2002. évi téli olimpiai játékokon
Bosznia-Hercegovina az egyesült államokbeli Salt Lake Cityben megrendezett 2002. évi téli olimpiai játékok egyik részt vevő nemzete volt. Az országot az olimpián 1 sportágban 2 sportoló képviselte, akik érmet nem szereztek.

## Alpesisí
Férfi
| Versenyző         | Versenyszám      | 1. futam | 1. futam | 2. futam      | 2. futam      | Összesítés | Összesítés |
| Versenyző         | Versenyszám      | Idő      | Hely.    | Idő           | Hely.         | Idő        | Helyezés   |
| ----------------- | ---------------- | -------- | -------- | ------------- | ------------- | ---------- | ---------- |
| Tahir Bisić       | Műlesiklás       | 57,55    | 43.      | 1:00,17       | 26.           | 1:57,72    | 29.        |
| Tahir Bisić       | Óriás-műlesiklás | 1:18,96  | 55.      | 1:17,21       | 44.           | 2:36,17    | 44.        |
| Enis Bećirbegović | Óriás-műlesiklás | 1:17,56  | 50.      | nem ért célba | nem ért célba | kiesett    | kiesett    |

| Versenyző   | Versenyszám | Lesiklás | Lesiklás | Műlesiklás    | Műlesiklás    | Műlesiklás | Műlesiklás | Műlesiklás | Műlesiklás | Összesítés | Összesítés |
| Versenyző   | Versenyszám | Lesiklás | Lesiklás | 1. futam      | 1. futam      | 2. futam   | 2. futam   | Össz.      | Össz.      | Összesítés | Összesítés |
| Versenyző   | Versenyszám | Idő      | Hely.    | Idő           | Hely.         | Idő        | Hely.      | Idő        | Hely.      | Idő        | Helyezés   |
| ----------- | ----------- | -------- | -------- | ------------- | ------------- | ---------- | ---------- | ---------- | ---------- | ---------- | ---------- |
| Tahir Bisić | Összetett   | 1:48,68  | 40.      | nem ért célba | nem ért célba | kiesett    | kiesett    | kiesett    | kiesett    | kiesett    | kiesett    |